# Valeska Gert

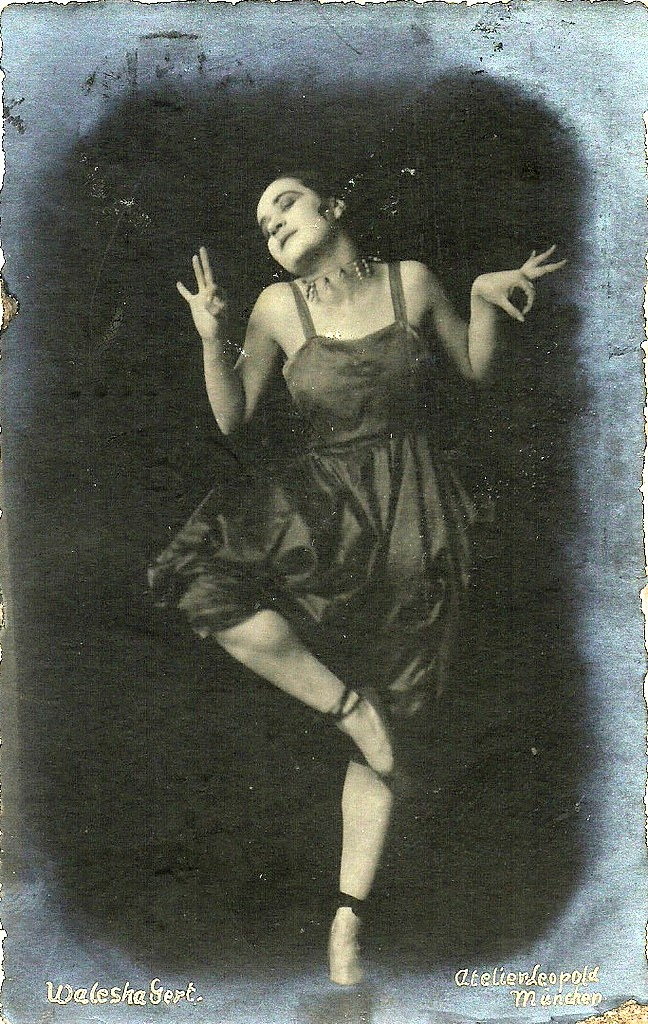
Valeska Gert, München, 1918

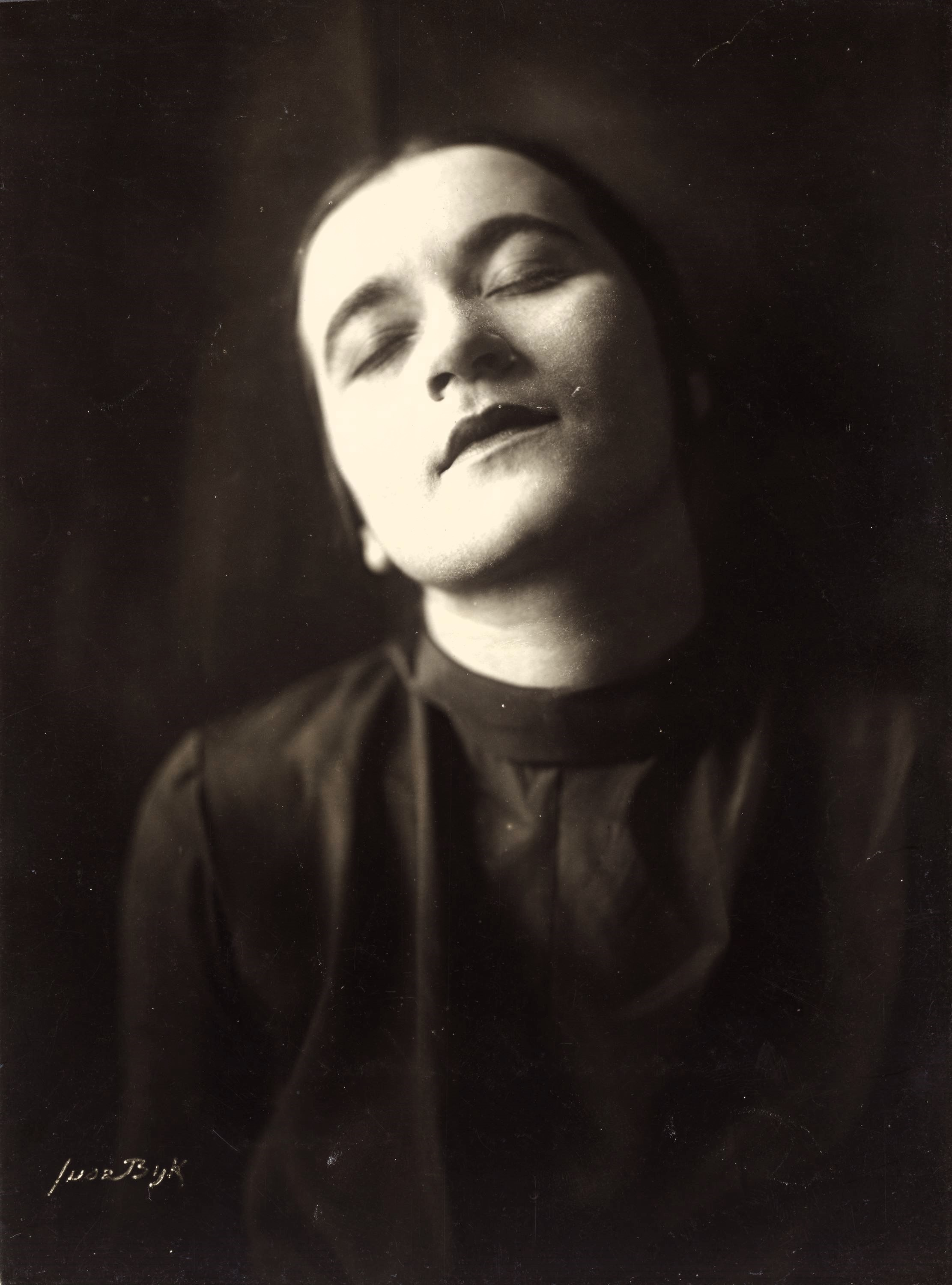
Valeska Gert in Tod, 1923–25

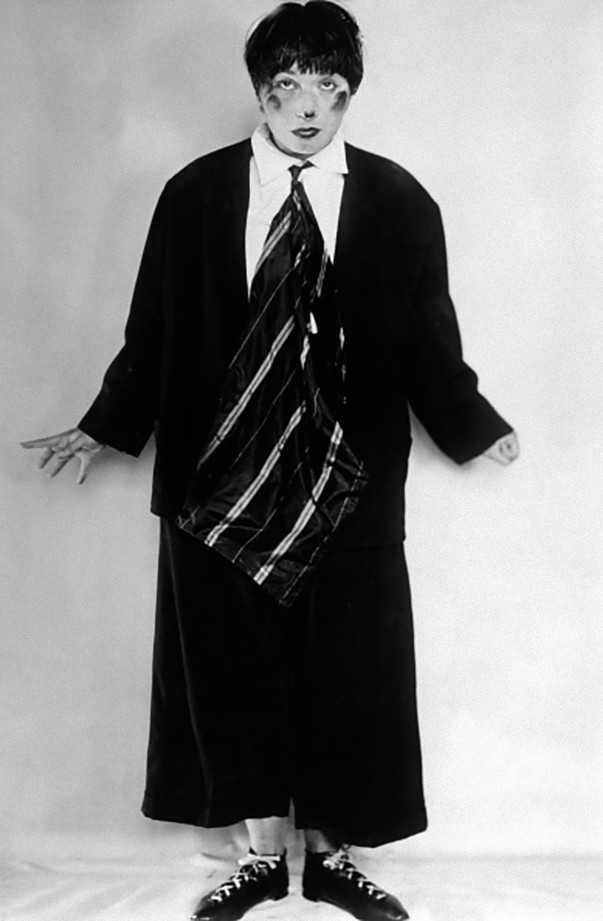
Valeska Gert in Clown, 1928

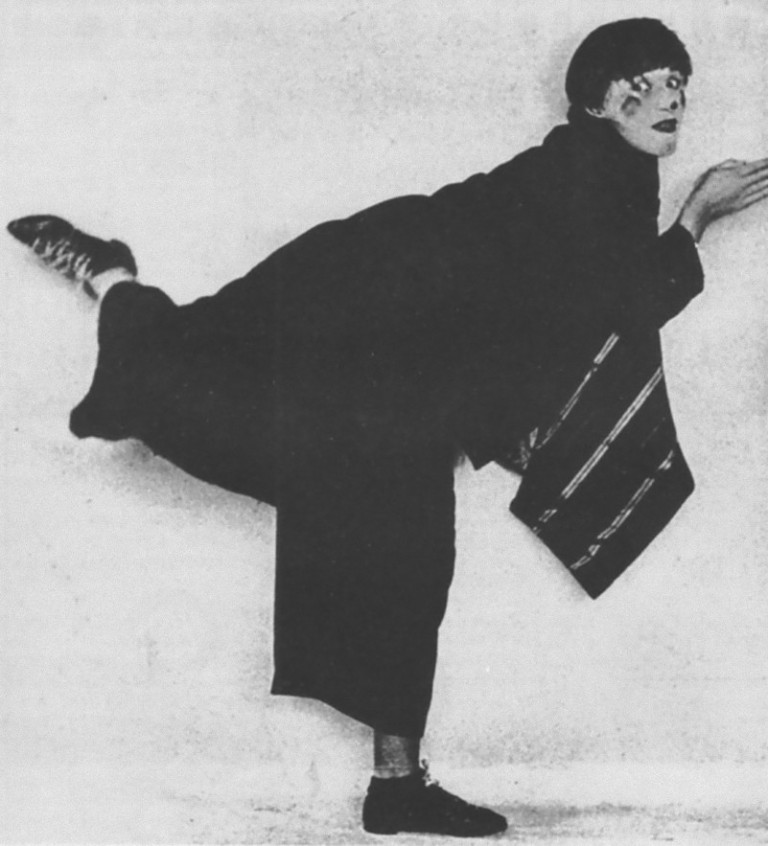
Valeska Gert in Clown, 1928

Valeska Gert (* 11. Januar 1892 in Berlin als Gertrud Valesca Samosch; † zwischen dem 15. und 18. März 1978 in Kampen (Sylt)) war eine deutsche moderne Tänzerin, Schauspielerin und Pantomimin (bzw. alles in einem), die auch als Kabarettistin und Kabarett-Betreiberin tätig war. „Sie war eine der erfolgreichsten, aber auch umstrittensten Grotesktänzerinnen der zwanziger Jahre.“

## Leben und Werk

### Anfänge und Zeit der Weimarer Republik
Valeska Gert war das älteste Kind des Berliner Kaufmanns Theodor Samosch und dessen Ehefrau Augusta Rosenthal. Auf Veranlassung der Mutter erhielt sie ab ihrem siebten Lebensjahr Tanzstunden. 1915/1916 nahm sie Schauspielunterricht bei Maria Moissi und Alfred Breiderhoff. Sie debütierte im Februar 1916 als Tänzerin. Wenig später erhielt Gert ein Engagement an den Münchner Kammerspielen. Im Jahr darauf konnte sie bereits große Erfolge als Solotänzerin in Berlin und München verzeichnen. Ihre exzentrischen Tanzpantomimen, in denen sie Sujets wie Boxen, Nervosität, Kupplerin, Politiker, Diseuse, Berliner Verkehr und Wochenschau analysierte und deren Vielschichtigkeit als Einheit umsetzte, machten sie schließlich zum skandalumwitterten Star. So tanzte sie in Canaille eine Prostituierte inklusive „dem Krampf (Orgasmus), der dann kommt“, wie sie es 1976, als 84-Jährige, dem Regisseur Volker Schlöndorff in seinem Dokumentarfilm sagte. Gert entwickelte, wie im modernen Podiumstanz häufig üblich, ihre Tanz-Nummern selbst, nach von ihr selbst gewählten Themen.

„Valeska Gert tanzte, im überfüllten Blüthnersaal, wieder ihre Grotesken. Sie verstärkte damit die Empfindung, daß dieser Tanz körperliche Darstellung einer fröhlich-skeptischen Weltanschauung und Kulturbetrachtung ist, die gerade für die Gegenwart vielen ein willkommener Führer sein wird.“

„Wenn eine Tänzerin Ausdruck von Stimmung und Verhältnis einer Zeit sein kann, und das kann sie, wenn auch nur in dem Maße, daß sie mit ihrer Kunst ganz von der Zeit zu einem bestimmten Typ geschaffen ist… Valeska Gert. Sie tanzt die Ungeborenheit heutiger Tage, das Wilde, Fanatische und die übertriebene Sensitivität. Sie liebt und haßt in Extremen.“

Ihr für eine Tänzerin unkonventionelles Aussehen nutzte sie, um so unterschiedliche Tanzthemen wie beispielsweise Gruß aus dem Mumienkeller, Spreewälder Amme oder Opus 1, Komposition auf ausgeleiertem Klavier in großer Selbstdistanz performativ umzusetzen. Sie realisierte in den 1920er-Jahren auch radikalere Tänze wie den Tod: ein Tanz über die letzten Atemzüge eines Menschen, der beinahe aus Bewegungslosigkeit besteht und in seiner Radikalität einzigartig im Modernen Tanz oder der Performance der Zeit war. Auch stellte sie bereits in den 1920er Jahren das junge Medium Film performativ dar, indem sie in ihren Tänzen Zeitraffer und Zeitlupe nutzte, sowie im Tanz über Berlins modernen Straßenverkehr (Titel: Verkehr) den Filmschnitt selbst tanzte. Ab ca. 1926 setzte Gert ihre Stimme in manchen Nummern und Gestalten ein, später auch Texte.
Gert kreierte zudem eine radikal reduzierte Form des Theaters: Nachdem sie im Vorprogramm den zweiten abstrakten Film von Walter Ruttmann uraufgeführt hatte, zeigte sie am 23. April 1923 eine revolutionäre Salome-Inszenierung in der Berliner Tribüne, für die sie den Text von Oscar Wilde stark gekürzt hatte, auf ein Bühnenbild verzichtete und selbst die Hauptrolle zu „dem rhythmischen, brünstigen Geheul einiger Frauen hinter der Bühne“ spielte und tanzte.
Ihre Anforderungen an zeitgenössischen Tanz, Film und Theater formulierte Gert in Zeitungsartikeln. Und 1931 forderte sie in ihrem ersten Buch Mein Weg eine Geräuschmusik und das Cut-up-Verfahren, bevor es Tonbänder gab, sowie eine Vokalmusik, die nur aus Geräuschen des Kehlkopfs besteht.
Im Jahr 1925 war sie erstmals in einem Stummfilm zu sehen: In Hans Neumanns Parodie von Ein Sommernachtstraum verkörperte sie den Puck. Kurz darauf setzte Georg Wilhelm Pabst sie mit großem Gewinn in seinem während der Inflationszeit spielenden Straßenfilm Die freudlose Gasse (1925) ein, in dem sie die Besitzerin eines Modegeschäfts, Nachtclubbetreiberin und Kupplerin gab. Danach sah man sie in Alraune und dem deutsch-tschechischen Filmdrama So ist das Leben. 1929 kam es erneut zu einer Zusammenarbeit mit Pabst: Er engagierte sie für Tagebuch einer Verlorenen. Hier brillierte sie als sadistische Leiterin eines Heims für gefallene Mädchen. Es sind vor allem die Szenen mit Valeska Gert, die dem Zuschauer im Gedächtnis haften bleiben: Während sie ihre leicht bekleideten Schutzbefohlenen zu Turnübungen animiert, treibt sie sich durch das Schlagen eines Gongs in eine Schrecken erregende Ekstase, die in einem veritablen Orgasmus mündet. Einen größeren Bekanntheitsgrad erlangte sie ein Jahr später mit ihrem Auftritt als Mrs. Peachum in der ebenfalls von Pabst in Szene gesetzten Dreigroschenoper. Auch bei den Künstlern jener Zeit erregte sie Aufmerksamkeit: Der Bauhaus-Schüler Wassiljef malte sie 1925 im Tod, Jeanne Mammen verewigte sie 1929 als Chansonette und Charlotte Berend-Corinth hielt sie 1920 tanzend in einer Graphik-Folge fest. Im Jahr 1932 eröffnete Valeska Gert in Berlin ihr erstes Kabarett Kohlkopp. An diesem Kabarett beteiligt war auch Aribert Wäscher, mit dem Gert ab 1923 fünfzehn Jahre lang liiert war.

### Emigration
Nach 1933 hatte Gert, von den Nazis als „entartet“ diffamiert, in Deutschland außer im Kulturbund Deutscher Juden keine Auftrittsmöglichkeiten mehr und hielt sich länger in Frankreich, den USA und vor allem in England auf, kehrte jedoch immer wieder nach Deutschland zurück. In London war sie an dem experimentellen Kurztonfilm Pett and Pott beteiligt. Es war für lange Zeit ihr letzter Film. Am 24. April 1936 heiratete sie in London ihren zweiten Ehemann, den homosexuellen Schriftsteller und Kulturmanager Robin Hay Anderson. Er organisierte Valeska Gerts Solo-Auftritte 1936–1938. Anfang 1939 emigrierte sie in die USA. Hier hatte sie es schwer, in ihrem bisherigen Beruf zu arbeiten. Sie engagierte als Klavierbegleiter für Probeauftritte zeitweilig den 17-jährigen Georg Kreisler, was aber zu keinem Engagement führte. Im Sommer 1940 war Gert einige Wochen oder Monate lang in Provincetown als Aktmodell tätig. Im Sommer 1941 trat sie mehrfach im Hafenlokal White Whale in Provincetown auf. Ende 1941 eröffnete Gert im Greenwich Village in New York City die Beggar's Bar, ein von ihr selbst gestaltetes künstlerisches Kabarett mit einfacher Bewirtung. Dort traten neben Valeska Gert selbst unterschiedliche, teils ebenfalls eingewanderte Künstler auf, u. a. Kadidja Wedekind mit Rezitationen der Gedichte ihres Vaters Frank Wedekind oder auch der Pianist Fred (eigentlich Sigismund) Witt. Einer ihrer Kellner war der später als Dramatiker weltberühmt gewordene Tennessee Williams, der hier auch eigene Gedichte vortrug. An der Garderobe arbeitete die später durch das Living Theatre berühmte Judith Malina. Zeitweise galt die Beggar's Bar als besonderer Tipp und wurde von Menschen aus allen Gesellschaftsschichten besucht. In Gerts Lokal galt zudem keine Rassentrennung. Im Frühling 1945 musste Gert ihr Kabarett wegen behördlicher Auflagen schließen. In Provincetown, Massachusetts, eröffnete Gert 1946 für einen Sommer das Kabarett Valeska’s.

### Rückkehr
1947 kehrte Gert nach Europa zurück. Nach Zwischenaufenthalten in Paris und Zürich, wo sie das Kabarett Café Valeska und ihr Küchenpersonal eröffnete, reiste Gert 1949 in das unter Blockade stehende Berlin, wo sie zunächst das Kabarett Bei Valeska und im Folgejahr das Kabarett Hexenküche eröffnete, für die sie den jungen Klaus Kinski engagierte. Sie selbst spielte in der Hexenküche die für ihre Grausamkeit berüchtigte KZ-Kommandeursgattin Ilse Koch, die 1949 zu 16 Jahren Haft verurteilt wurde. Im Jahr 1951 erfolgte die Eröffnung des Nachtlokals „Ziegenstall“ in Kampen auf der Nordseeinsel Sylt. In der mit Heu dekorierten Bar sorgten wieder die Kellner nicht nur für das leibliche Wohl, sondern auch für die Unterhaltung der Gäste. Valeska Gert trat hier jedoch nicht selbst auf.
Im Jahr 1965 engagierte sie der italienische Filmregisseur Federico Fellini für den Film Julia und die Geister, in dem sie, mit einer weißen Perücke versehen, die Rolle eines Faktotums übernahm. Am 28. Juni 1970 erhielt sie das Filmband in Gold für ihr langjähriges und hervorragendes Wirken im deutschen Film.
Im Jahr 1973 wirkte sie in R. W. Fassbinders TV-Serie Acht Stunden sind kein Tag mit und 1976 war sie in Volker Schlöndorffs Der Fangschuß als Tante Praskovia zu sehen. Schlöndorff drehte anschließend die Dokumentation Nur zum Spaß, nur zum Spiel, in der Gert über ihr Leben erzählt und einige Tänze und Performances wie die KZ-Kommandeuse Ilse Koch vorführt. Auch gibt sie eine Kostprobe ihrer Vokalmusik mit dem Kummerlied, welches nur aus Jammern, Wimmern und Heulen besteht. 1978 engagierte sie Werner Herzog, in seiner Neuverfilmung des Murnau-Klassikers Nosferatu den Häusermakler Knock zu spielen. Am 1. März unterzeichnete sie den Vertrag; doch starb sie vor Beginn der Dreharbeiten. Am 18. März 1978 machten sich Nachbarn und Bekannte Sorgen, weil Valeska Gert seit vier Tagen nicht mehr gesehen worden war. Als die Haustür in Gegenwart der Polizei gewaltsam geöffnet wurde, war Gert bereits tot. Vermutlich starb sie am 16. März 1978.

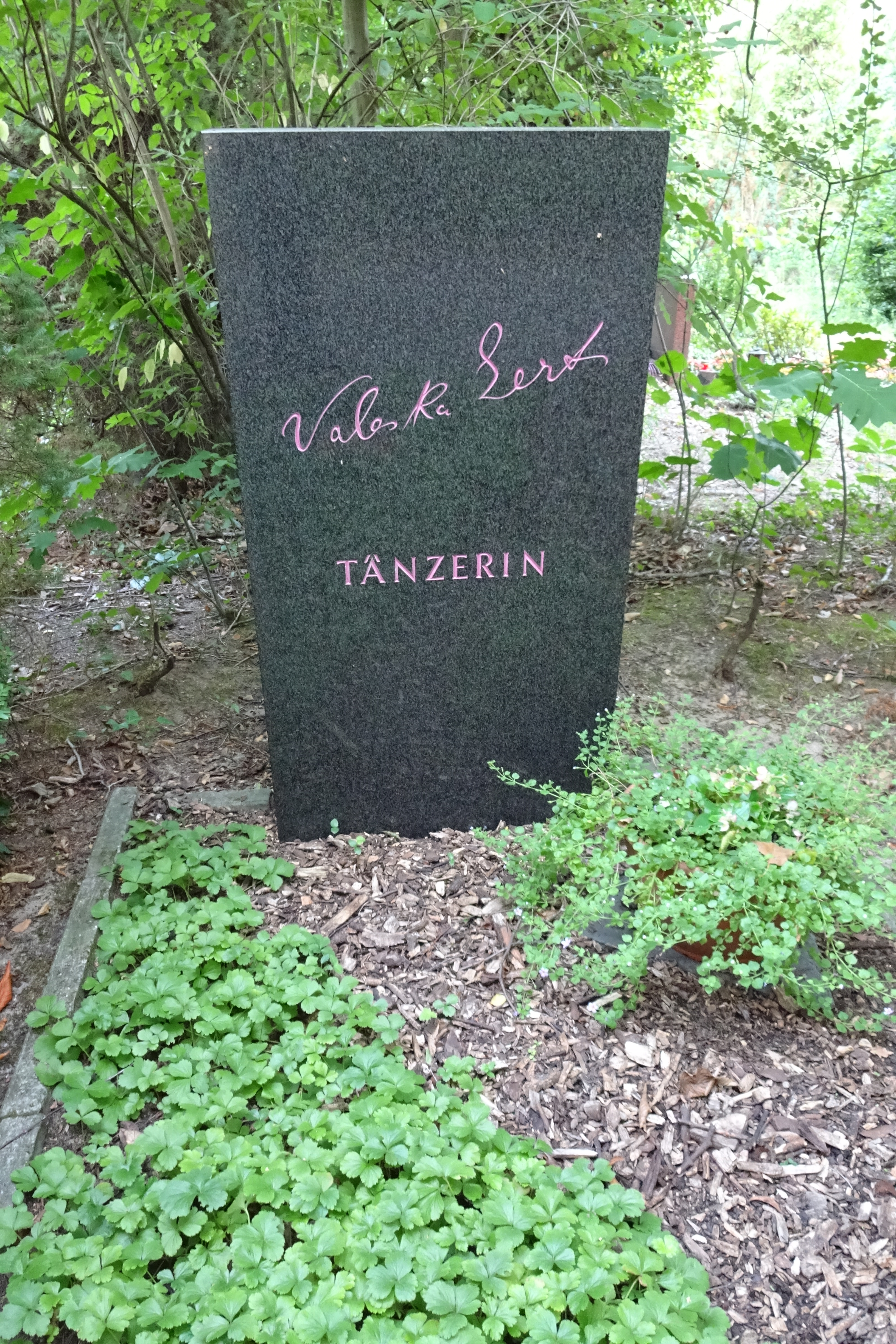
Ehrengrab der Stadt Berlin

Valeska Gert wurde in ihrer Geburts- und Lieblingsstadt Berlin beerdigt, wo sie auch nach ihrer Remigration noch lange Zeit (parallel zu Sylt) eine Wohnung hatte. Sie wurde auf dem Friedhof Ruhleben (Am Hain) in (West)-Berlin nicht wunschgemäß „in einem knallroten Sarg“ bestattet, deshalb war der Sarg mit einem roten Tuch bedeckt. Der schwarze Grabstein trägt ihren Namen als Autogramm in Pink. Die Grabstelle befindet sich im Feld XVI-175. Ihr Nachlass gelangte durch ihren Biographen an das Archiv der Akademie der Künste Berlin; bemerkenswerte Dokumente besitzen auch die Theaterwissenschaftliche Sammlung der Universität zu Köln und das Deutsche Tanzarchiv Köln.
Valeska Gert ist ein Stern auf dem Walk of Fame des Kabaretts gewidmet; „[d]ie expressiven Grotesktanzpantomimen und suggestiven, mit Körpereinsatz vorgetragenen Chansons und Gedichte des Mädchens aus dem Mumienkeller gehören zum Ungewöhnlichsten, was auf der Kabarettbühne je zu sehen gewesen ist“. Im Berliner Stadtteil Friedrichshain ist eine Straße nach ihr benannt. Am Institut für Theaterwissenschaft der Freien Universität Berlin besteht seit 2006 eine Valeska-Gert-Gastprofessur für Tanz und Performance. Die Gemeinde Kampen auf Sylt ehrte ihre prominente Einwohnerin, die dem Ort seit 1920 bis zu ihrem Tod verbunden war und ihre Memoiren „Katze von Kampen“ betitelte, 2023 mit der Benennung eines Weges.
Aber sie tanzte nicht nur für das Theaterpublikum, sondern auch für Fotografinnen und Fotografen wie Lili Baruch, Suse Byk, Lisette Model, Lotte Jacobi, Erna Lendvai-Dircksen, Elli Marcus, Otto Umbehr und Man Ray.

## Werkverzeichnis
Ein vorläufiges Verzeichnis ihrer bisher durch Programmzettel und/oder Kritiken nachweisbaren Tänze bis 1933 befindet sich auf den Webseiten des Deutschen Tanzarchivs Köln. Fred Hildenbrandt beschreibt darüber hinaus die Tänze Geburt und Liebe. In seinem Buch sind außerdem vier Fotos mit sonst bisher nicht als Tänze nachweisbaren Namen untertitelt: Trauer I, Trauer II, Pause und Vergnügte Verzweiflung. Hiervon ist zumindest Pause nach Ansicht von Frank-Manuel Peter kein eigenständiger Tanz, sondern nur ein Moment in dem Tanz Canaille. Die von Hildenbrandt nicht erwähnten Regimentskommandeuse und Baby sind bisher nicht als bis 1933 aufgeführt nachweisbar.
Für den Zeitraum der Weimarer Republik erwähnt das Buch Bretter, die die Zeit bedeuten weitere Tanz-Pantomimen und Tontänze.
Eine Sonderstellung nimmt Professor Blitz ein: eine utopisch-fantastische Erzählung von Valeska Gert aus den 1920erjahren, angelegt als Drehbuch, erstmals publiziert im Buch von Fred Hildenbrandt (1928), die sie in Deutschland und in den USA vortrug und mimte.
Weitere „Nummern“, wie Valeska Gert ihre Gestaltungen zwischen Tanz, Pantomime und Schauspiel selbst nannte, entstanden 1940–1946 in den Vereinigten Staaten (in Provincetown und in der Beggar's Bar in New York).
Nach dem Zweiten Weltkrieg schrieb und sprach Valeska Gert v. a. text-basierte Nummern.

## Filmografie
- 1925: Ein Sommernachtstraum
- 1925: Die freudlose Gasse
- 1926: Nana
- 1928: Alraune
- 1929: Der Tod (filmische Aufzeichnung der Nummer Tod von V. Gert). Regie: Carl Koch
- 1929: So ist das Leben
- 1929: Tagebuch einer Verlorenen
- 1930: Menschen am Sonntag (Gastauftritt)
- 1931: Die Dreigroschenoper
- 1934: Pett and Pott; Regie: Alberto Cavalcanti
- 1965: Julia und die Geister (Giulietta degli spiriti)
- 1966: La bonne Dame. Regie: Pierre Philippe
- 1969: Tod und Baby, Valeska Gert's Gesicht, gefilmt von Ernst Mitzka[28]
- 1973: Acht Stunden sind kein Tag (TV-Serie; Episode „Franz und Ernst“; Gastauftritt)
- 1975: Die Betörung der blauen Matrosen
- 1976: Der Fangschuß
- 1977: Nur zum Spaß – nur zum Spiel. Kaleidoskop Valeska Gert.[29] (Dokumentarfilm). Regie: Volker Schlöndorff

## Zeitgenössische Würdigungen
- „Eine dolle Nummer, eine hervorragende Tänzerin, eine außerordentliche Frau.“ – (Kurt Tucholsky)
- „Die Gert war die erste, die den Tanz aus der tütühaften Schablone des Gestern löste. Herrlich frech und pietätlos zog sie das Gewesene in den Staub. Schnoddrige Gemeinheit ins Tänzerische übersetzt.“ – (Paul Marcus (d. i. Pem): Die vom Brettl. In: Der Junggeselle, Nr. 23, 2. Juniheft 1926, S. 7.)
- „Summarischer Ausdruck unserer Zeit ist viel eher [als Elisabeth Bergner] Valeska Gert, die Tänzerin, aus deren vollem Leib ein eingefleischter Trieb das Abbild, den Extrakt und die Kritik alles Gegenwärtigen aufpeitscht: ein Zeittheater, auf dem wir programmatischer, leidenschaftlicher als es irgendeine Bühne mit ihrem Kompromißspielplan vermocht hätte und in nicht auszudenkender Konzentration die Tragödien, Tragikomödien, Lustsphären, Laster, Qualen, Sinnlosigkeiten, Herrlichkeiten unserer letzten Jahre verdichtet sehen. Gert tanzspielt Untergrundbahnen und Untergrundgefühle der Großstadt, Straßengewirr, Rauschgifte, Film, Ramschbazare, verwüstete Gassenmädel, Demi-Vierge und dumpfe Amme, Expressionismus und Sachlichkeit, Ostasien und Westeuropa. Was Rops und Daumier, George Grosz und Balzac, Flaubert, Huysmans, Zola, Edward Munch, Picabia, Kollwitz, Callot, Barlach, Hogarth, Thakeray [sic], Swift, Hoffmann, Wilde, Kubin und Jaques Offenbach [sic] zeichnerisch, malerisch, episch, musikalisch und plastisch ausbreiteten, reißt sie intensiv und revolutionär zusammen in die zum Zerreißen gespannte Erregtheit von Augenblicken.“ – (Rudolf Frank: Das moderne Theater, 1927, Seite 73–74)

## Auszeichnungen
- 1970: Filmband in Gold für langjähriges und hervorragendes Wirken im deutschen Film

## Postume Würdigungen
(ohne Bühnenaufführungen und Filmretrospektiven)
- 1978: Ehrengrab der Stadt Berlin
- 2004: Stern der Satire im Walk of Fame des Kabaretts, Mainz
- 2006: Einrichtung der Valeska-Gert-Gastprofessur für Tanz und Performance an der Freien Universität Berlin
- 2006: Benennung der Valeska-Gert-Straße in Berlin-Friedrichshain
- 2009: Aufstellung der Valeska-Gert-Stele auf dem Kunstpfad in Kampen auf Sylt
- 2012: Widmung des Kampener Künstlerweins, Kunstedition IV, zu Ehren Valeska Gerts (mit Porträt; ein Rioja)
- 2023: Benennung des Valeska-Gert-Wegs in Kampen auf Sylt

## Ausstellungen
Einzelausstellungen
- 1978: Valeska Gert, Foto-Ausstellung (Portraitfotografien Valeska Gerts von Ulrike Ottinger und Herbert Tobias), Arsenal 2, Berlin, begleitend zur Film-Retrospektive im Arsenal, Berlin.[30]
- 1985: Valeska Gert. Tänzerin, Schauspielerin, Kabarettistin. Galerie 70 in Kooperation mit der Akademie der Künste, Berlin; kuratiert von Frank-Manuel Peter.
- 1987: Valeska Gert – ein Portrait. Kaamp Hüs, Kampen/Sylt; kuratiert von Johanna Eglau.
- 1992: Valeska Gert. Diagonales en noir et blanc avec quelques taches de couleurs vives. Centre G. Pompidou, Paris; auch gezeigt in Montpellier (Centre Chorégraphique National), Marseille (ancienne Salle des Ventes) und Bozen (Schloß Maretsch, 1996); kuratiert von Maité Fossen.
- 1992: Hommage à Valeska Gert zum 100. Geburtstag. Ölbilder, Graphik, Plastiken, Atelierhaus Eglau, Kampen/Sylt; kuratiert von Johanna Eglau.
- 1998: Ich will leben, auch wenn ich tot bin. Zum 20. Todesjahr von Valeska Gert. Galerie am Scheunenviertel, Berlin; kuratiert von Tatjana Hofmann.
- 2010/2011: PAUSE. Valeska Gert: Bewegte Fragmente, Hamburger Bahnhof – Museum für Gegenwart, Berlin; kuratiert von Wolfgang Müller und An Paenhuysen. Sie tritt dort erstmals in den Dialog mit Werken von Marcel Broodthaers, Valie Export, Marcel Duchamp, Hanne Darboven und anderen Künstlern, deren Kunst sich ebenfalls mit Strukturen und Phänomenen der Wahrnehmung beschäftigt.[31]
- 2011: „Ich will leben, auch wenn ich tot bin.“ Valeska Gert. Ein bewegtes Leben in Tanz, Film und Kabarett. Haus der Brandenburgisch-Preußischen Geschichte, Potsdam;[32] kuratiert von Elke-Vera Kotowski und Franziska Buhre.
- 2012: Valeska Gert. „Die Katze von Kampen“. Galerie im Kaamp-Hüs, Kampen/Sylt; kuratiert von Birgit Friese nach der Potsdamer Ausstellung (von Elke Vera Kotowski und Franziska Buhre).
- 2012 (bis heute, Dauerausstellung): Valeska Gert. Die „Katze“ von Kampen. Sylter Heimatmuseum, Keitum/Sylt; kuratiert von Ulrich Schulte-Wülwer und Sven Lappoehn, aktualisiert von Alexander Römer.
- 2017: Valeska Gert im Bild. Arbeiten von Künstlerinnen der GEDOK Schleswig-Holstein. Salon Utopia, Lübeck.
- 2017: Valeska Gert. Gesicht – Körper – Bewegung, Filmarchiv Austria, Wien, Österreich.[33]

Unter wesentlicher Berücksichtigung von Valeska Gert (Auswahl)
- 2018: Eigener Valeska-Gert-Saal in der Ausstellung Resonanz von Exil im Museum der Moderne, Salzburg; kuratiert von Christiane Kuhlmann.[34]
- 2020: Schall und Rauch. Die wilden Zwanziger, Kunsthaus Zürich; kuratiert von Cathérine Hug.[35]
- 2021 Der absolute Tanz. Tänzerinnen der Weimarer Republik, Georg Kolbe Museum, Berlin, 25. April – 17. Oktober 2021.[36]

### Primärliteratur, Monographien von Valeska Gert
- Valeska Gert: Mein Weg. Leipzig 1931. (2. gering veränd. Aufl. im Selbstverlag o.O.u.J., ca. 1950; Reprint: In: Wolfgang Müller: Valeska Gert. Ästhetik der Präsenzen. Schmitz, Berlin 2010, ISBN 978-3-927795-51-8.)
- Valeska Gert: Die Bettlerbar von New York. arani-Verlagsgesellschaft, Berlin-Grunewald 1950 (2. Aufl. im Selbstverlag o.O.u.J., ca. 1958; 3. Auflage: L.S.D. im Steidl Verlag, Göttingen 2012, mit Umschlagvignette von Karl Lagerfeld, ISBN 978-3-86930-368-0).
- Valeska Gert: Ich bin eine Hexe. Kaleidoskop meines Lebens. Schneekluth, München 1968 (div. Neuauflagen).
  - Durchgesehene, neu illustrierte Ausgabe mit Register und einem Nachwort von Frank-Manuel Peter, Alexander Verlag, Berlin 2019, ISBN 978-3-89581-511-9.[37]
  - Valeska Gert: Je suis une sorcière. Kaléidoscope d’une vie dansée. Edition Complexe, Paris 2004, ISBN 2-8048-0004-0 (Übersetzung von Ich bin eine Hexe. Bemerkungen und Vorwort von Philippe Ivernel)
- Valeska Gert: Katze von Kampen. Verlag R. S. Schulz, Percha u. a. 1973, ISBN 3-7962-0002-8.
- Etwa 20 Aufsätze von Valeska Gert sind im Literaturverzeichnis von Frank-Manuel Peter (1985) angeführt.
- Schallplatte (Vinyl 7" EP) Absurdes Kabarett – Zu Gast bei Valeska Gert. 1962
- Schallplatte (Vinyl 7" Single) Baby. (1969), veröffentlicht 2010.

### Sekundärliteratur
Monographien über Valeska Gert
- Fred Hildenbrandt: Die Tänzerin Valeska Gert. Walter Hädecke, Stuttgart 1928 DNB 574769285.
- Freunde der Deutschen Kinemathek e. V. (heute Arsenal – Institut für Film und Videokunst e. V., Berlin): Kinemathek, Heft 55, Mai 1978: Valeska Gert. Enthält Aufsätze, Texte-Sammlung, Filmographie.
- Frank-Manuel Peter: Valeska Gert. Tänzerin, Schauspielerin und Kabarettistin. Eine dokumentarische Biographie. Mit einem Vorwort von Volker Schlöndorff. Frölich & Kaufmann, Berlin 1985, ISBN 3-88725-196-2 (2., durchgesehene Auflage. Edition Hentrich, Berlin 1987, ISBN 3-926175-31-1).
- Susanne Foellmer: Valeska Gert. Fragmente einer Avantgardistin in Tanz und Schauspiel der 1920er Jahre (= TanzScripte. Band 2). transcript, Bielefeld 2006, ISBN 3-89942-362-3. Mit CD-Rom (Tanzfilme von Gert, Mary Wigman und Niddy Impekoven).
- Wolfgang Müller: Valeska Gert. Ästhetik der Präsenzen. Schmitz, Berlin 2010, ISBN 978-3-927795-51-8.
- Elke-Vera Kotowski: Valeska Gert. Ein Leben in Tanz, Film und Kabarett Hentrich & Hentrich, Berlin 2012, ISBN 978-3-942271-53-0, (= Jüdische Miniaturen. Band 123).
- Wolfgang Müller, An Paenhuysen (Hrsg.): Valeska Gert. Bewegte Fragmente. Eine Quellenedition. = Fragments in Motion. Enthält zwei DVDs: eine mit Filmausschnitten aus Filmen von Schlöndorff, Pabst und Fellini sowie einer Fernsehtalkshow von 1975, und eine DVD mit der von Ernst Mitzka mit Gert gefilmten Performance Tod und Baby auf s/w-Video 1969. Hybriden-Verlag, Berlin 2013 DNB 1043444041.
- Hedwig Müller (Hrsg.): Valeska Gert. Tanz-Fotografien (= Theatererkundungen. Band 2). Wienand, Köln 2013, ISBN 978-3-86832-194-4.
- Siegfried Müller: Valeska Gert. Von Berlin bis Kampen auf Sylt, Verlag Hentrich & Hentrich, Berlin Leipzig, 2022, ISBN 978-3-95565-514-3.
- CD: Peter Eckhart Reichel, Monika Hansen, Gerd Wameling: Solo für ein Mannequin von Grieneisen. Hommage an Valeska Gert, Hörcollage. duo-phon records, Berlin 2002, ISBN 3-937127-01-1.

In zeitgenössischen Monographien (Auswahl)
- Paul Nikolaus: Tänzerinnen. Delphin-Verlag, München 1919.
- Ernst Blass: Das Wesen der neuen Tanzkunst. Erich Lichtenstein Verlag, Weimar 1921, S. 42–43.
- John Schikowski: Geschichte des Tanzes. Büchergilde Gutenberg, Berlin 1926, Text S. 152–153, Foto von Gert in Tod am Ende des Bild-Anhangs.
- Werner Suhr: Das Gesicht des Tanzes. Robert Laurer Verlag, Egestorf Bezirk Hamburg 1927, v. a. S. 21–25.
- Karena Niehoff: Achte auf den Minotaurus!, Valeska Gert, Oktober 1948, in: Karena Niehoff, Stimmt es – Stimmt es nicht? Porträts – Kritiken – Essais 1946–1962. Horst Erdmann Verlag, Herrenalb/Schwarzwald 1962.

In neueren Biographien (Auswahl)
- Hans-Juergen Fink, Michael Seufert: Georg Kreisler. Gibt es gar nicht. Die Biographie. Scherz, Frankfurt am Main 2005, ISBN 3-502-15021-4, S. 96–97.
- Jes Petersen: Jes Petersens wundersame Reise. Hrsg. Andreas Hansen, Distillery, Berlin 2009, ISBN 978-3-941330-01-6, S. 74–82.
- Susanne Matthiessen: Ozelot und Friesennerz – Roman einer Sylter Kindheit, Ullstein Verlag, Berlin 2020, ISBN 978-3-550-20064-9, S. 112–116.

In wissenschaftlichen Monographien (Auswahl)
- Gabriele Brandstetter: Tanz-Lektüren. Körperbilder und Raumfiguren der Avantgarde (= Fischer Taschenbücher Nr. 12396 ISSN 0173-5438). Fischer-Taschenbuch-Verlag, Frankfurt am Main 1995, ISBN 3-596-12396-8.
- Dianne S. Howe: Individuality and Expression. The Aesthetics of the New German Dance, 1908–1936 (= New Studies in Aesthetics. Band 24). Lang, New York NY u. a. 1996, ISBN 0-8204-2656-3.
- Ramsay Burt: Alien bodies. Representations of modernity, „race“ and nation in early modern dance. Routledge, London u. a. 1998, ISBN 0-415-14594-5.
- Christiane Kuhlmann: Bewegter Körper – Mechanischer Apparat. Zur medialen Verschränkung von Tanz und Fotografie in den 1920er Jahren. Lang, Frankfurt am Main 2003, ISBN 3-631-51669-X.
- Yvonne Hardt: Politische Körper. Ausdruckstanz, Choreografien des Protests und die Arbeiterkulturbewegung in der Weimarer Republik. Lit, Münster 2004, ISBN 3-8258-7995-X (= Tanzwissenschaft. Band 1, zugleich Dissertation an der FU Berlin 2003).
- Heinz Greul: Bretter, die die Zeit bedeuten. Die Kulturgeschichte des Kabaretts. Verlag Kiepenheuer & Witsch, Köln/Berlin 1967; Deutscher Taschenbuch-Verlag, München 1971, ISBN 3-423-00743-5 und ISBN 3-423-00744-3
- Kerstin Pschibl: Das Interaktionssystem des Kabaretts – Versuch einer Soziologie des Kabaretts. Dissertation 1999, veröffentlicht 2001.[38] (V. Gert kommt an vielen Stellen vor, am längsten S. 273–274)

Wissenschaftliche Aufsätze (Auswahl)
- Amelie Soyka: Lauter zischende kleine Raketen: Valeska Gert. In: Amelie Soyka (Hrsg.): Tanzen und tanzen und nichts als tanzen. Tänzerinnen der Moderne von Josephine Baker bis Mary Wigman. AvivA, Berlin 2004, ISBN 3-932338-22-7, S. 123–137.
- Kristen M. Hylenski: „Ich will leben, auch wenn ich tot bin“: Valeska Gert’s Autobiographical Legacy. In: German Life and Letters. Band 66, Nr. 1, 2013, ISSN 0016-8777, S. 39–54, doi:10.1111/glal.12002.
- Kristen M. Hylenski: „Kaleidoskop meines Lebens“: Valeska Gert’s Performances of the Self. In: Colloquia Germanica. Band 42, Nr. 4, 2009, ISSN 0010-1338, S. 289–306.
- Felix Stenger: Am Beispiel Valeska Gerts: Ästhetische Reflektion industrieller Prinzipien, überarbeitetes Vortragsskript, 2016.[39]
- Susanne Foellmer: Kipp-Momente. Bildkritik als praxis der historischen Tanzavantgarde am Beispiel Valeska Gerts. In: Tessa Jahn, Elke Wittrock, Isa Wortelkamp (Hrsg.): Tanzfotografie, historiografische Reflexionen der Moderne. transcript, Bielefeld 2015 (TanzScripte; 36), ISBN 978-3-8376-2994-1, S. 150–163.

Sonstige Aufsätze (Auswahl)
- Iris Schürmann-Mock: „Die Bombe aus der Kulisse:“ Valeska Gert (1892–1978). In: Dies.: Frauen sind komisch. Kabarettistinnen im Porträt. AvivA Verlag, Berlin 2019, ISBN 978-3-932338-76-2, S. 50–64.
- Ich will leben – auch wenn ich tot bin!, Ausstellung zum 100. Geburtstag von Valeska Gert, Galerie Johanna Eglau, Berlin – Kampen, 1992. Text: Jan Gympel, Christiane Retzlaff.